# Geheimnis um Rom
Geheimnis um Rom ist eine TV-Serie, die auf der Kinder-Roman-Reihe The Roman Mysteries von Caroline Lawrence basiert. Berichten zufolge ist es mit 1 Million Pfund pro Stunde die bisher teuerste britische Kinderfernsehserie.

## Handlung
Flavia, Jonathan, Lupus und Nubia sind vier Kinder, die im Alten Rom während der Regierungszeit von Titus und Domitian aufwachsen. Sie erleben viele Abenteuer, die sie in teils ausweglose Situationen bringen. Doch weil die vier Freunde zusammenhalten und sie viel Kombinationsgabe und Spürsinn besitzen, können sie sich immer wieder aus ihrer Lage befreien.

## Hintergrund
Die Dreharbeiten zur Serie begannen im Juni 2006 in Malta, Tunesien und Bulgarien, und die Serie wurde ab dem 8. Mai 2007 im britischen TV erstausgestrahlt. Die deutsche Erstausstrahlung erfolgte im Frühjahr 2008 im Tigerenten Club. Die Serie ist in „Schriftrollen“ unterteilt, die jeweils auf einem Buch basieren, beginnend mit The Secrets of Vesuvius (= Geheimnisvoller Vesuv). Die Geschichten werden in derselben Reihenfolge erzählt wie die Bücher, mit Ausnahme von Buch 6 The Twelve Tasks of Flavia Gemina, das erst in der zweiten Staffel verfilmt wurde. Die Bücher 11 und 12 wurden nicht in die zweite Staffel übernommen und die Serie endet mit der Verfilmung des 13. Buchs. Jede Schriftrolle ist in zwei halbstündliche Episoden aufgeteilt. In der ersten Doppelfolge tritt Simon Callow als Plinius der Ältere auf.
Am 22. Mai 2007, nach nur zwei Episoden, gab Anne Foy auf CBBC auf BBC One bekannt, dass die Serie aufgrund der jüngsten Ereignisse in den Nachrichten vorerst unterbrochen und erst später im Jahr weitergezeigt werde. Da es in The Pirates of Pompeii (= Die Piraten von Pompeji) um die Entführung von Kindern ging, war die Verschiebung der Erstausstrahlung höchstwahrscheinlich auf das Verschwinden von Madeleine McCann zurückzuführen. Am 19. Juni wurde die Serie wieder von Beginn an ausgestrahlt.
Die zweite Staffel wurde ab dem 13. August 2007 gedreht und ab dem 8. Juli 2008 im britischen Fernsehen erstausgestrahlt. Auf Deutsch wurde lediglich die erste Staffel synchronisiert und veröffentlicht.
Die Serie wurde ein internationaler Erfolg und beide Staffeln wurden in englischer Sprache auch auf DVD veröffentlicht, auf Deutsch wurde lediglich die erste Staffel synchronisiert und auf DVD veröffentlicht.

## Besetzung

### Hauptdarsteller
| Rollenname | Schauspieler            | Deutscher Synchronsprecher | Rollenbeschreibung                        | Episoden | Staffeln |
| ---------- | ----------------------- | -------------------------- | ----------------------------------------- | -------- | -------- |
| Flavia     | Francesca Isherwood     |                            |                                           | 1–20     | 1–2      |
| Nubia      | Rebekah Brookes-Murrell |                            | Flavias Leibsklavin, später Freigelassene | 1–20     | 1–2      |
| Jonathan   | Eli Machover            |                            |                                           | 1–20     | 1–2      |
| Lupus      | Harry Stott             | stumm                      |                                           | 1–20     | 1–2      |

### Nebendarsteller
| Rollenname             | Schauspieler       | Deutscher Synchronsprecher | Rollenbeschreibung                                                                             | Episoden | Staffeln |
| ---------------------- | ------------------ | -------------------------- | ---------------------------------------------------------------------------------------------- | -------- | -------- |
| Polla Pulchra          | Millie Binks       |                            |                                                                                                | 3–20     | 1–2      |
| Marcus Flavius Geminus | Eoin McCarthy      |                            | Flavias Vater, Gaius’ Zwillingsbruder; Seekapitän                                              | 1–20     | 1–2      |
| Gaius Flavius Geminus  | Eoin McCarthy      |                            | Flavias Onkel, Marcus’ Zwillingsbruder, Miriams Ehemann, Jonathans Schwager; Weinbauer         | 1–20     | 1–2      |
| Dr. Mordecai           | Stephen Mapes      |                            | Jonathans und Miriams Vater, Gaius’ Schwiegervater; Arzt                                       | 1–20     | 1–2      |
| Miriam                 | Natasha Barrero    |                            | Jonathans Schwester, Flavias Tante, Dr. Mordecais Tochter, Gaius’ Ehefrau,                     | 1–20     | 1–2      |
| Caudex                 | Jamie Baughan      |                            |                                                                                                | 11–20    | 2        |
| Venalicius †           | Richard Ridings    |                            | Lupus’ Onkel; Mörder seines Bruders (= Lupus’ Vater) stirbt an den Folgen der Taucherkrankheit | 1–8      | 1        |
| Aristo                 | Christopher Harper |                            |                                                                                                | 11–20    | 2        |

## Episoden
Die Serie umfasst zwei Staffeln mit je 10 Episoden, allesamt Doppelfolgen.

### Staffel 1 (2007)
| Nr. (ges.) | Nr. (St.) | Deutscher Titel                 | Originaltitel                    | Zusammenfassung | Erstausstrahlung UK | Deutschsprachige Erstausstrahlung (D) |
| ---------- | --------- | ------------------------------- | -------------------------------- | --- | ------------------- | ------------------------------------- |
| 1          | 1         | Geheimnisvoller Vesuv Teil 1    | The Secrets of Vesuvius Part 1   | Flavias Vater schickt sie und ihre drei Freunde weg von den Gefahren von Ostia in die Sicherheit von Pompeji. Das Geheimnis des Vesuvs wirft jedoch einen bedrohlichen Schatten auf die Stadt. | 2007                | 2008                                  |
| 2          | 2         | Geheimnisvoller Vesuv Teil 1    | The Secrets of Vesuvius Part 2   | Die volle Kraft des Vesuvs wird in diesem zweiten Teil entfesselt, als Flavia und ihre Freunde Admiral Plinius von der Gefahr des Vesuvs überzeugen. Aber können er und seine Flotte etwas gegen die Macht eines riesigen Vulkans tun? | 2007                | 2008                                  |
| 3          | 3         | Die Piraten von Pompeji Teil 1  | The Pirates of Pompeii Part 1    | Die Kinder beschäftigen sich mit den Folgen des katastrophalen Ausbruchs des Vesuvs, der eine Spur der Zerstörung hinterlassen hat. Im Chaos des Flüchtlingslagers stellt Flavia schockiert fest, dass Kinder entführt werden. Mit der Ankunft des rätselhaften Felix vertieft sich das Geheimnis noch mehr. | 2007                | 2008                                  |
| 4          | 4         | Die Piraten von Pompeji Teil 2  | The Pirates of Pompeii Part 2    | In diesem zweiten Teil werden die vier Freunde in eine Entführung verwickelt. Flavia und ihre Freunde geraten in große Gefahr, da sie einem Entführungsplan etwas zu nahe kommen. Die Kinder müssen alle an einem Strang ziehen, sonst droht ihnen eine lebenslange Sklaverei. | 2007                | 2008                                  |
| 5          | 5         | Gefahr in Rom Teil 1            | The Assassins of Rome Part 1     | Das Drama geht weiter, als Jonathan in einen Plan zur Ermordung von Kaiser Titus verwickelt wird. Für den Juden Jonathan sind Geburtstage kein Grund zum Feiern und dieser glückliche Tag wird durch die Ankunft seines Onkels Simeon getrübt. Nachdem er seine Freunde verärgert hat, wird Jonathan dazu verleitet, nach Rom zu reisen, und wird in einen Plan zur Ermordung von Kaiser Titus verwickelt. | 2007                | 2008                                  |
| 6          | 6         | Gefahr in Rom Teil 2            | The Assassins of Rome Part 2     | Jonathan ist völlig allein. Geplagt von Träumen eines Zyklopen, verwirrt durch Spekulationen, dass seine Mutter nicht bei der Belagerung Jerusalems getötet wurde, sondern im Goldenen Haus des Titus lebte. Seine Freunde wollen ihn unbedingt finden und Titus retten, aber da ein dritter Attentäter auf freiem Fuß ist, läuft ihnen die Zeit davon. | 2007                | 2008                                  |
| 7          | 7         | Der Schatz von Laurentum Teil 1 | The Dolphins of Laurentum Part 1 | Als Flavia von einem gesunkenen Schatzschiff erfährt, scheint das der ideale Ausweg aus der plötzlichen Armut ihrer Familie zu sein. Kapitän Marcus Flavius Geminus kehrt von der See zurück, aber die Nachrichten sind nicht gut: Er hat sein Schiff, seine kostbare Fracht, alles verloren. Da die Familie von Schuldeneintreibern verfolgt wird, sind Flavia und ihre Freunde zu extremen Maßnahmen gezwungen – sie machen sich auf die Suche nach einem versunkenen Schatz. Dieses Mal sind sie möglicherweise überfordert. | 2007                | 2008                                  |
| 8          | 8         | Der Schatz von Laurentum Teil 2 | The Dolphins of Laurentum Part 2 | Während Lupus nach verlorenen Schätzen sucht, birgt das Schiffswrack eine böse Überraschung! Die Verlockung eines schnellen Glücks hat andere angezogen und der abstoßende Venalicius kehrt unwillkommen zurück. Doch das Schiffswrack will seine Schätze nicht so einfach hergeben und wartet in der Tiefe auf eine Überraschung. Lupus ist beim Tauchen nicht mehr allein. | 2007                | 2008                                  |
| 9          | 9         | Die Feinde Jupiters Teil 1      | The Enemies of Jupiter Part 1    | Rom, das von einer verheerenden Pest heimgesucht wird, ist die Kulisse für die vorletzte Folge einer epischen Serie. Kaiser Titus hat eine Vorahnung: Wenn Prometheus die Büchse der Pandora öffnet, wird Rom verwüstet. Machtlos muss er zusehen, wie seine Stadt von einer großen Seuche heimgesucht wird. Um diesen mysteriösen Prometheus zu entlarven und hoffentlich das Leiden seines Volkes zu beenden, wendet er sich an Flavia und ihre Freunde.                                                                      | 2007                | 2008                                  |
| 2          | 2         | Die Feinde Jupiters Teil 2      | The Enemies of Jupiter Part 2    | In der letzten Folge der Serie erfahren wir, wer Doktor Mordecai nach Rom eingeladen hat. Es bleibt keine Zeit für Vorwürfe, da ein schnell wirkendes Gift das Leben eines geliebten Menschen bedroht. Flavia muss ihre betäubende Angst vor Schlangen überwinden, um ein Gegenmittel zu finden. Aber wird der Giftmischer das letzte Wort haben? | 2007                | 2008                                  |

### Staffel 2 (2008)
Die zweite Staffel wurde bislang nicht auf Deutsch veröffentlicht.
| Nr. (ges.) | Nr. (St.) | Deutscher Titel | Originaltitel                        | Zusammenfassung | Erstausstrahlung UK | Deutschsprachige Erstausstrahlung (D) |
| ---------- | --------- | --------------- | ------------------------------------ | --- | ------------------- | ------------------------------------- |
| 11         | 1         | –               | The Gladiators From Capua Part 1     | Ein Schiff legt in Ostia an und transportiert ein Team von Gladiatoren, die für die Bewirtung bei einer privaten Veranstaltung gebucht wurden. Nubia glaubt, ihren vermissten Bruder unter ihnen gesehen zu haben. Als die Kinder die Arena betreten, entdecken sie ein Geheimnis, das das Leben des Bruders des Kaisers, Domitian, gefährdet. | 2008                | –                                     |
| 12         | 2         | –               | The Gladiators From Capua Part 2     | Jonathan muss sich dem furchterregendsten Gladiator stellen und Flavia und Nubia brauchen all ihren Mut, um mit einem gefräßigen Biest fertig zu werden. | 2008                | –                                     |
| 13         | 3         | –               | The Trials of Flavia Gemina Part 1   | Ein verlassenes Schiff wird mit einer seltsamen Ladung in Ostia angespült. Flavia steht vor einer weiteren Herausforderung, als ihr Vater eine mysteriöse Frau nach Hause bringt, die er heiraten möchte. Als Pulchra zurückkehrt, wird während der Komödie und des Tanzes des Saturnalia-Festivals alles auf den Kopf gestellt.               | 2008                | –                                     |
| 14         | 4         | –               | The Trials of Flavia Gemina Part 2   | k. A. | 2008                | –                                     |
| 15         | 5         | –               | The Colossus of Rhodes Part 1        | Lupus entgeht knapp der Entführung durch Sklavenhändler, doch sein Freund Porcius und andere ostianische Kinder werden entführt. Flavia und ihre Freunde segeln hinter den Händlern her, doch ihr Schiff ist vielen Gefahren ausgesetzt, die beweisen, dass sie einen Verräter an Bord haben.                                                  | 2008                | –                                     |
| 16         | 6         | –               | The Colossus of Rhodes Part 2        | Lupus findet heraus, ob seine Mutter lebt oder tot ist, und hat eine letzte Begegnung mit Magnus, der mythischen Figur, die den Sklavenhandel leitet. | 2008                | –                                     |
| 17         | 7         | –               | The Fugitive from Corinth Part 1     | Marcus’ Leben steht auf dem Spiel und Jonathan wird zurückgelassen, um ihn zu pflegen. Nur Nubia glaubt, dass der sanfte Aristo, ihr Lehrer, unmöglich hinter dem Angriff stecken könnte. | 2008                | –                                     |
| 18         | 8         | –               | The Fugitive from Corinth Part 2     | Die Kinder fahren mit einer Carruca in die Hügel außerhalb von Ostia, um den Mann zu verfolgen, von dem Flavia glaubt, dass er ihren Vater ermordet hat. | 2008                |                                       |
| 19         | 9         | –               | The Slave Girl from Jerusalem Part 1 | Flavia muss Hepzibah retten, eine Sklavin, die zu Unrecht schrecklicher Verbrechen beschuldigt wird. Miriam ist entschlossen, ihre Freundin zu beschützen, die die erwarteten Babys zur Welt bringen wird, und Jonathan hat einen prophetischen Traum, dass jemand sterben wird.                                                               | 2008                | –                                     |
| 20         | 10        | –               | The Slave Girl from Jerusalem Part 2 | Flavia, Jonathan, Lupus und Nubia müssen gegen die Zeit antreten, um Beweise zu finden, die Hepzibah freisprechen. Unterdessen freundet sich der komische, betrunkene Floridius mit Lupus an und tut sein Bestes, um ihm zu helfen. Ein Todesfall erschüttert die Gruppe.                                                                      | 2008                | –                                     |

## Unterschiede zu den Büchern
- Die Kinder sind älter.
- Lupus ist stumm, aber seine Zunge ist nicht herausgeschnitten worden.
- Weil The Thieves of Ostia nicht adaptiert wurde, findet das Treffen der Kinder zu einem anderen Zeitpunkt (kurz vor dem Ausbruch des Vesuvs) und unter anderen Umständen statt.
- Im Buch The Assassins of Rome (= Gefahr in Rom) wird Simeon zur Folter verschleppt, aber (von Titus) gerettet, bevor er wie angedroht verstümmelt oder geblendet wird. In der TV-Serie wird er nicht gerettet. Obwohl es unwahrscheinlich war, dass er jemals gerettet wurde, handelt es sich hierbei um eine große Handlungsänderung.
- Es ist Titus’ Entscheidung, dass Susannah bleibt.
- Susannah sagt, sie sei nicht gekommen, um Jerusalem zu verlassen, weil ihr Vater einen Herzinfarkt hatte, und nicht wegen ihrer Liebe zu Jonathan dem Zeloten.
- Jonathan kehrt heim zum Ende der Folge Die Feinde Jupiters.
- The Gladiators of Capua und The Fugitive from Corinth spielen in Ostia, und nicht Rom bzw. Griechenland.
- Pulchra erscheint in The Twelve Tasks of Flavia Gemina anstelle von Jonathan.
- Aristo fehlt in einigen Episoden wie Geheimnisvoller Vesuv.
- Für die Fernsehfolgen wurden mehrere Nebencharaktere weggelassen oder zu einer Person zusammengeführt.
- In der Folge The Slave Girl from Jerusalem wird ein neuer Character namens Floridius (gespielt von Mark Benton) als eine komische Figur eingeführt.
- Als Nubia als Sklavin gekauft wurde, war ihr Kopf nicht rasiert und sie war bekleidet.
- Es wird bewusst versucht, die Rolle der Erwachsenen herunterzuspielen, mit der bemerkenswerten Ausnahme von Doktor Mordecai. Flavias Vater zahlt den für Nubia geforderten Mehrbetrag nicht mehr und der herzliche Empfang, den sie daraufhin von der Hausköchin erhält, schlägt in Feindseligkeit um.

## Rezeption
“Roman Mysteries is a tremendous way for younger viewers to learn about ancient history. Set in the Roman Empire in AD79, it is based on a series of novels by Caroline Lawrence that have sold more than a million copies worldwide. It isn’t hard to see why – they graft child-friendly adventure on to careful research, and the same care has been taken to transfer them faithfully to the screen with the help of a strong cast and healthy-looking budget. The first episode this afternoon gives a vivid sense of gladiatorial combat, without the risk of children waking up in the middle of the night screaming.”

„„Das Geheimnis um Rom“ ist eine großartige Möglichkeit für jüngere Zuschauer, etwas über die antike Geschichte zu lernen. Es spielt im Römischen Reich im Jahr 79 n. Chr. und basiert auf einer Reihe von Romanen von Caroline Lawrence, die weltweit mehr als eine Million Mal verkauft wurden. Es ist nicht schwer zu verstehen, warum – sie verbinden kindgerechte Abenteuer mit sorgfältiger Recherche, und es wurde mit der gleichen Sorgfalt darauf geachtet, sie mit Hilfe einer starken Besetzung und eines gesunden Budgets getreu auf die Leinwand zu übertragen. Die erste Folge heute Nachmittag vermittelt ein lebendiges Gefühl von Gladiatorenkämpfen, ohne dass die Gefahr besteht, dass Kinder mitten in der Nacht schreiend aufwachen.“
– The Times

“Impressively staged children’s drama – a sort of Rome for pre-teens – about four friends in AD79.”

„Beeindruckend inszeniertes Kinderdrama – eine Art Rom für Vorpubertäre – über vier Freunde im Jahr 79 n. Chr.“
– The Independent

“The adventure series set in ancient Rome returns, with some nice acting by the young cast […]”

„Die im antiken Rom angesiedelte Abenteuerserie kehrt zurück, mit toller schauspielerischer Leistung der jungen Darsteller […]“
– The Mail on Sunday

“[…] you certainly don’t have to be a child to enjoy this adventure series set in the days of the Roman Empire and boasting some very decent production values, convincing fight scenes and crucially, good storylines.”

„[…] man muss sicherlich kein Kind sein, um diese Abenteuerserie zu genießen, die in der Zeit des Römischen Reiches spielt und mit einigen sehr guten Produktionswerten, überzeugenden Kampfszenen und vor allem guten Handlungssträngen aufwartet.“
– East Anglian Times